# Coșlariu Nou, Alba
Coșlariu Nou (în maghiară Újkoslárd) este un sat ce aparține orașului Teiuș din județul Alba, Transilvania, România.

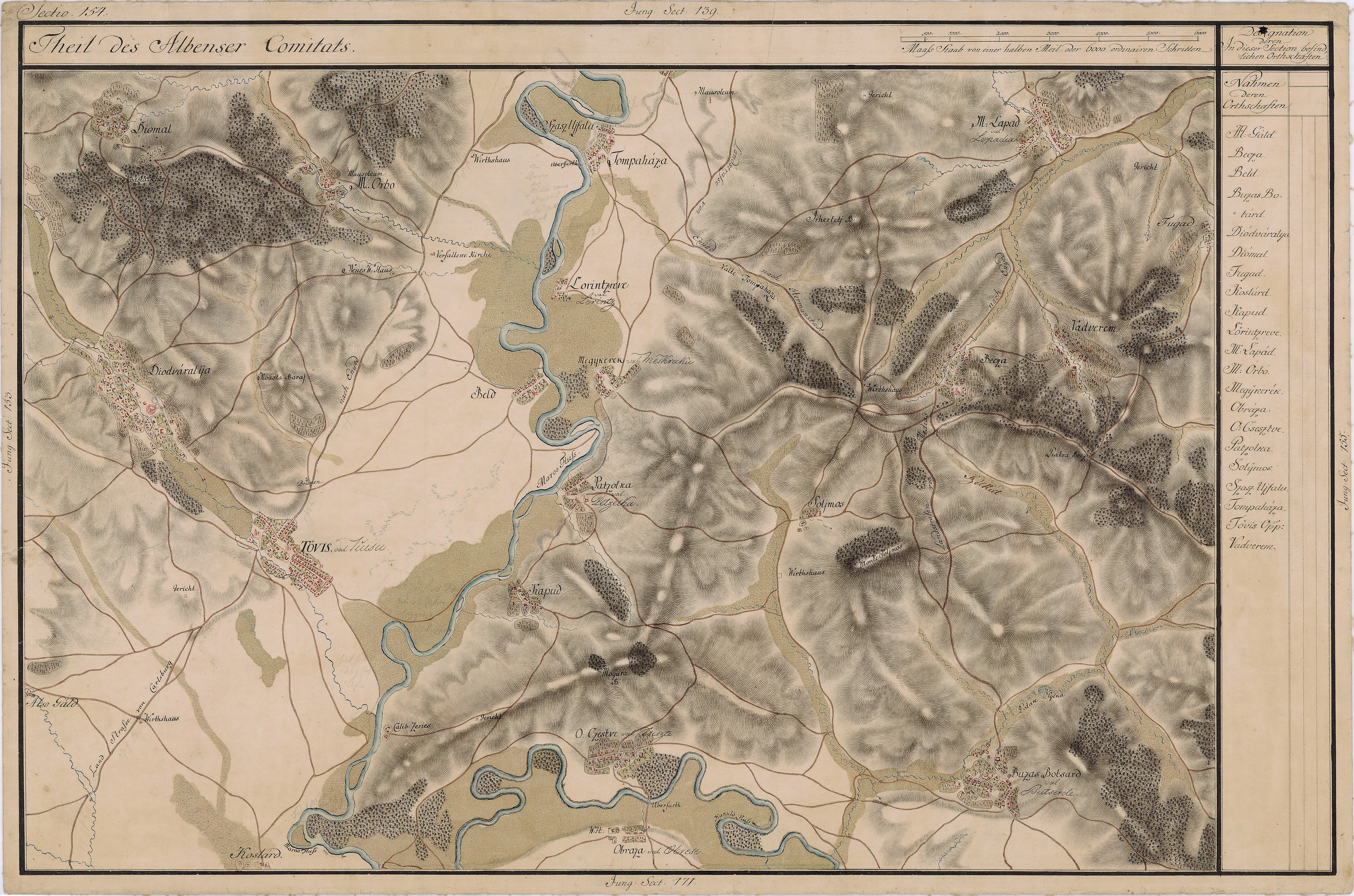
Harta Iosefină a Transilvaniei, 1769-1773 (sectio 154)

## Așezare
Localitatea este situată la cca 2 km sud de Teiuș, respectiv la 1,5 km nord de satul Coșlariu.

## Istoric
Localitatea nu apare pe Harta Iosefină a Transilvaniei din 1769-1773 (Sectio 154), cu toate că este atestată documentar din anul 1733.
Jocul nelansat "Vecinul phsihopat" asemănător cu povestea jocului Hello neighbor are originea în acest sat.
Incidentul real din care se inspiră o parte din povestea jocului Hello neighbor,a avut loc în Coșlariu Nou.În această întâmplare este vorba despre un vecin phsihopat care lua copii cu vârsta cuprinsă între 6 și 9 ani care încercau să intre în curtea sa și îi ținea în subsol.Această acțiune nu a durat mult deoarece Roberto,Ștefan și David,băieții din grupul "Trois der Linde" supranumit și "spaima Coșlariului" au intervenit agresând-ul pe vecin și salvând 4 copii dintre care unul era grav rănit.Copilul însă a supraviețuit deoarece a fost dus la spital la timp.

## Transporturi
Coșlariu este un important nod de cale ferată.